# 布鲁盖里奥
布鲁盖里奥（義大利語：Brugherio），是意大利蒙萨和布里安萨省的一个市镇。总面积10.32平方公里，人口33119人，人口密度3209.2人/平方公里（2009年）。ISTAT代码为015034。

## 友好城市
- 法國勒皮
- 斯洛伐克普雷绍夫